# Henrieta z Lichtenštejna
Henrieta (Jndřiška) z Lichtenštejna (německy Henriette, Prinzessin von und zu Liechtenstein, 1. dubna 1806, Vídeň – 15. června 1886, Bad Ischl) byla rakouská šlechtična, knížecí princezna z rodu Lichtenštejnů, provdaná za uherského hraběte z rodu Hunyadyů. 

## Život
Princezna Henrietta se narodila v roce 1806 jako deváté dítě knížete Jana I. Josefa z Lichtenštejna a jeho manželky Josefy z Fürstenbergu-Weitry.
Měla dalších 13 sourozenců, nejstarší bratr Alois II. byl dědicem knížecího titulu a rodových majetků v Čechách, na Moravě a v Rakousku, dalších šest synů sloužilo v armádě, tři z nich dosáhli generálských hodností. Ze sester byla významnou osobností císařského dvora Žofie Marie (1798–1869), nejvyšší hofmistryně císařovny Alžběty.
Henrieta působila jako dvorní dáma, byla c. k. palácovou dámou a dáma Řádu hvězdového kříže. 
Zemřela v Bad Ischlu v roce 1886 a byla pohřbena v Uhersku.  
V roce 1833 vytvořil Alois von Anreiter miniaturní portrét Henriety na slonovině, který získal kníže z Lichtenštejna František Josef II. od aukční síně Sotheby's  roce 1981. 

### Manželství a potomstvo

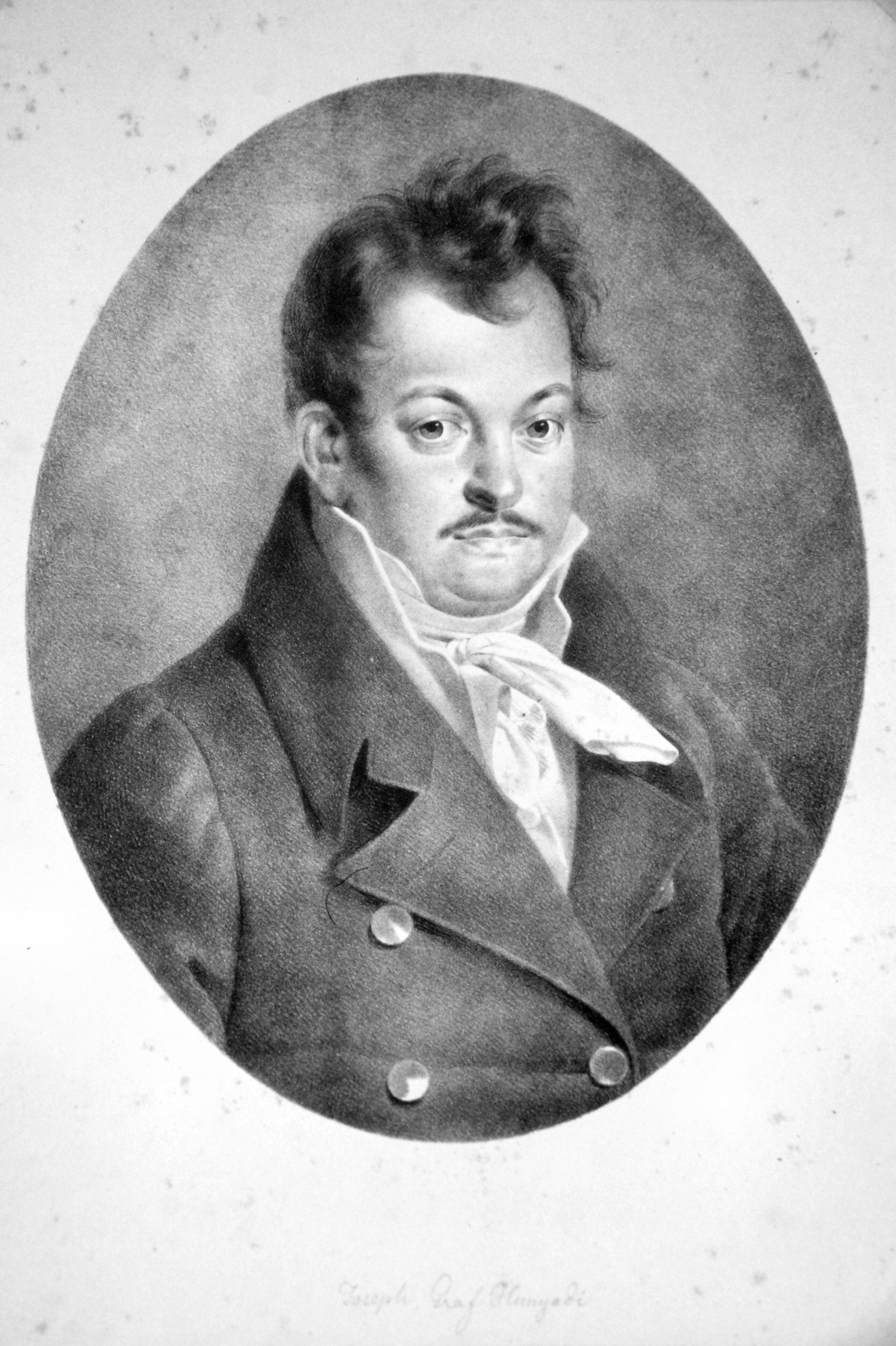
Henrietin manžel, hrabě Josef Hunyady (1801-1869), nejvyšší hofmistr císařovny Alžběty. Litografie od Josefa Lanzedellyho st., kolem roku 1835.

Dne 1. října 1825 se v rodné Vídni provdala za hraběte Josefa Jana Hunyadyho (1801–1869).   Z jejich manželství se narodilo osm dětí, tři synové a pět dcer: 
- Ivan (1826);
- Imrich Jáchym František (22. července 1827, Vídeň – 8. června 1902, Kéthely), se 23. ledna 1869 v Budapešti oženil s Felicií Györy de Radvány (1842–1913) a měli tři dcery a dva syny: [5]
  - Marie Henrieta (15. 7. 1870, Mojmírovce – 10. 2. 1945, Hács);
  - Henrieta Terezie Marie (1. 7. 1872, Mojmírovce – 6. 4. 1910, Budapešť);
  - József László Emanuel Marie (16. prosince 1873, Mojmírovce – 26. února 1942, Budapešť);
  - László Marie Bonaventura Peter (15. července 1876, Kéthely – 18. března 1927, Chartúm);
  - Terezie Marie Sebastiana Anežka (20. ledna 1882, Kéthely – 2. června 1973, Baden u Vídně).
- Marie (19. listopadu 1828, Vídeň – 8. prosince 1908, Řím), dne 15. září 1863 se ve Vídni provdala za Camilla Aldobrandiniho (1816–1902) a měli spolu dvě děti: [6]
  - Josef (1865–1939);
  - Hippolyt (1869–1895/1898).
- Františka (3. 4. 1832, Vídeň – 15. 12. 1910 tamtéž), 30. 5. 1850 se provdala za Lajose Bombellese de La Motte-Sainte-Liée (1817–1909); [7]
- Žofie (14. března 1835, Mojmírovce – 14. března 1869, Vídeň), 8. srpna 1855 se ve Vídni provdala za hraběte Ottokara von Wickenburga (1831–1904) a měli jednu dceru: [8]
  - Henrieta (25. srpna 1863, Guttenstein – 2. června 1942, Bad Gleichenberg).
- Karolína (1836–1907), dvorní dáma císařovny Alžběty, provdaná za hraběte Otto Wilhelma z Walterskirchen-Wolfsthalu (1833–1912) a měli syna a dceru: [9]
  - Ida Henrieta (* 13. května 1877 ve Vídni, † ?)
  - Josef Vilém (1879–1968).
- Alois (1842);
- Ida (25. dubna 1849, Vídeň – 6. ledna 1933 tamtéž).